# Tjumenska oblast
Tjumenska oblast (rusko Тюме́нская о́бласть) je oblast v Rusiji v Uralskem federalnem okrožju. Na severu meji na Hanti-Mansijsko avtonomno okrožje, na vzhodu na Tomsko in Omsko oblast, na jugu na Severnokazahstansko oblast v Kazahstanu, na zahodu na Kurgansko oblast in na severozahodu na Sverdlovsko oblast. Ustanovljena je bila 14. avgusta 1944. Upravno je pristojna nad Hanti-Mansijskim in Jamalo-Nenškim avtonomnim okrožjem. Leta 2006 je bila najbogatejša ruska zvezna enota po relativnem BDP, ki je bil nekajkrat večji od relativnega državnega BDP.